# Concerti grossi, op. 3 (Händel)
Els Concerti grossi, Op. 3, HWV 312–317, són sis obres de Georg Friedrich Händel compilades com un conjunt de concerts i publicades per John Walsh el 1734. Els musicòlegs saben actualment que Händel no va ser informat sobre l'edició. Walsh, que buscava aprofitar l'èxit comercial de la publicació dels Concerti grossi op. 6 de Corelli, simplement va combinar diverses obres ja existents de Händel i les va agrupar en una col·lecció de sis "concerts".
Es concerts són:
1. Concerto grosso en si bemoll major, op. 3, núm. 1 - HWV 312
2. Concerto grosso en si bemoll major, op. 3, núm. 2 - HWV 313
3. Concerto grosso en sol major, op. 3, núm. 3 - HWV 314
4. Concerto grosso en fa major, op. 3, núm. 4 - HWV 315
5. Concerto grosso en re menor, op. 3, núm. 5 - HWV 316
6. Concerto grosso en re major, op. 3, núm. 6 - HWV 317

## Estructura
L'estructura d'aquest conjunt opus 3 és poc habitual. Els sis concerts tenen un nombre molt variable de moviments, entre dos i cinc moviments, i només un d'ells té l'estructura habitual de quatre moviments. Només de tant en tant, apareixen els diàlegs instrumentals característics del concerto grosso tradicional, és a dir, un grup de tutti i un grup de solistes del grup concertino. Tanmateix, els concerts tenen passatges amb solos virtuosístics tant per part de la corda com dels instruments de vent fusta, mantenint així la forma del concerto grosso malgrat la manca dels diàlegs de contrast tradicionals.

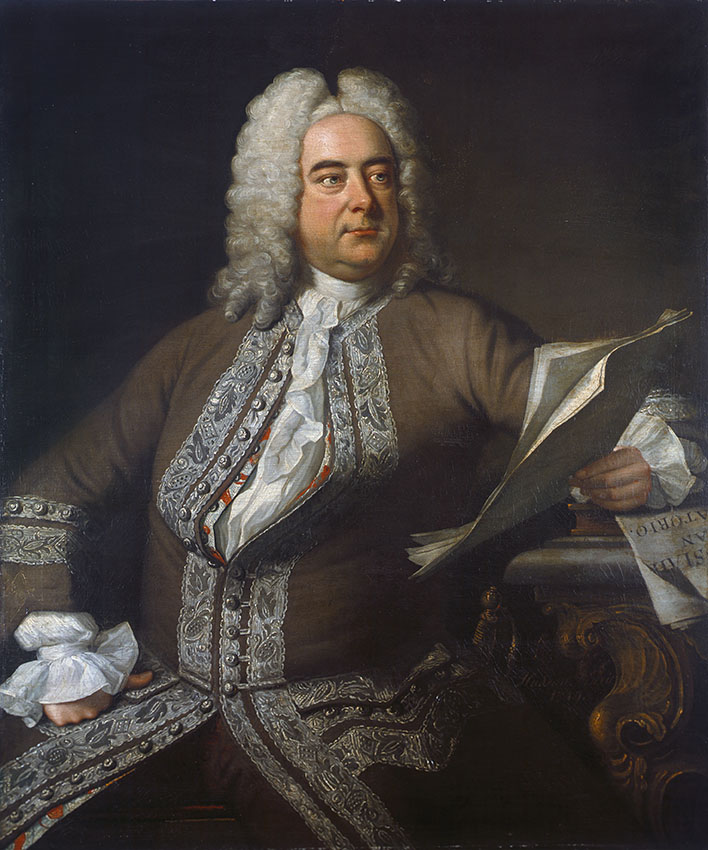
Georg Friedrich Händel per Thomas Hudson (1749)

## Concerto grosso en si bemoll major, op. 3, núm. 1 - HWV 312
El primer –i probablement el concert més primerenc del conjunt– està escrit per dues flautes dolces, dos oboès, dos fagots, corda (amb viola dividida), i baix continu. Sorprèn que només el primer moviment està en la tonalitat de la tònica, si bemoll major, i els altres dos estan en la tonalitat relativa, en sol menor. El caràcter dels tres moviments és:
- I. Allegro
- II. Largo
- III. Allegro

## Concerto grosso en si bemoll major, op. 3, núm. 2 - HWV 313
El segon concert consta de cinc moviments. Hi ha moviments en la tonalitat de si bemoll major i el Largo, el segon moviment, està en sol menor. El primer moviment, Vivace, té relació amb la Brockes-Passion de 1716 del mateix Händel. De manera poc habitual, dos moviments són danses: un minuet i un gavota que completa el concert. Aquesta gavota final té una semblança a "The King Shall Rejoice" dels Coronation Anthems. El concert està escrit per a dos oboès, un fagot, corda i continu.
- I. Vivace
- II. Largo
- III. Allegro
- IV. Moderato
- V. Allegro

## Concerto grosso en sol major, op. 3, núm. 3 - HWV 314
El tercer concert es pot considerar que té tres moviments, ja que el Largo, e staccato inicial és massa curt per poder ser considerat com a moviment. Sembla clar que aquest concert va ser compilat per Walsh a partir d'un diverses obres de Händel. El concert està escrit per a un oboè (que pot ser reemplaçat per una flauta), un fagot, corda i continuo.
- I. Largo, e staccato — allegro
- II. Andante
- III. Allegro

## Concerto grosso en fa major, op. 3, núm. 4 - HWV 315
El quart concert és l'únic d'aquest conjunt que té una estructura de quatre moviments. La música està extreta de la obertura (1716) de l'òpera Amadigi di Gaula (1715). L'estil formal no s'adapta al que és un concerto grosso típic però la peça mostra d'uan manera singular molts aspectes estilístics dels concerti grossi de Händel. La peça està escrita per a dos oboès, un fagot, corda i continu.
- I. Largo
- II. Andante
- III. Allegro
- IV. Allegro

Walsh també va publicà, erròniament, un concert "núm. 4b" atribuint-lo a Händel, però va ser retirat uns quants mesos després, possiblement a petició de Händel.

## Concerto grosso en re menor, op. 3, núm. 5 - HWV 316
El cinquè concert, de totes les obres de l'op. 3, és el que segueix de més a prop el model italià tradicional de concerto grosso. Però, d'altra banda, mostra una manca de divisió entre el tutti i el concertino i sorprèn l'addició d'un moviment extra (Allegro) al final de tot. Walsh, al principi, només publicà els dos primers moviments; però, com l'obra ja era coneguda amb tots els seus moviments, és probable que Händel li demanés que la publiqués completa. El concert està escrit per a dos oboès (originalment, només un), un fagot, corda i continu.
- I. Largo
- II. Fuga, allegro
- III. Adagio
- IV. Allegro, ma no troppo
- V. Allegro

## Concerto grosso en re major, op. 3, núm. 6 - HWV 317
El sisè i darrer concert té només dos moviments. El primer (Vivace), està extret de l'òpera Ottone (1723). El segon i darrer (Allegro), fou la primera obra per a orgue i orquestra de Händel que es publicà; la música pertany a l'obertura a l'òpera Il pastor fido (1712). La peça està escrita per a dos oboès, un fagot, corda i continu. L'Allegro del concert també va servir a l'editor, Walsh, per a un "anunci comercial" de la pròxima edició dels concerts opus 4 de Händel: un conjunt de concerts per a orgue (o clavicèmbal).
- I. Vivace
- II. Allegro